# Шон Кингстон
Шон Ки́нгстон (англ. Sean Kingston), настоящее имя — Кишан Андерсон (англ. Kisean Anderson; род. 3 февраля 1990 года, Майами, Флорида, США) — американский певец, рэпер, автор песен и актёр. Получил всемирную известность в 2007 году с выходом своего второго сингла «Beautiful Girls».
Певец родился в Майами, но с семи лет его домом стал Кингстон на Ямайке — отсюда и сценическое имя. В 11 лет впервые попал за решётку по обвинению в краже со взломом. Подростком стал выступать с хип-хоп-номерами в Майами, где привлёк внимание влиятельного продюсера Джонатана Ротема (его подопечные — Бритни Спирс, 50 Cent, Рианна). Уже в 16 лет вышел первый сингл Кингстона, «Colors 2007», после которого о нём заговорили как о восходящей звезде.

## Биография
Несмотря на то, что Шон родился в Майами, большую часть своей жизни он рос в Кингстоне на Ямайке, куда переехал в шесть лет. Название города стало частью сценического псевдонима Шона. Суперзвезда музыки регги Бужу Бантон был близким другом семьи Шона, и как-то посоветовал ему попытать счастья в музыкальной индустрии.
Летом 2007 года Кингстон выпустил свой первый сингл Beautiful Girls, в котором были использованы басовая линия и отрывки текста песни Бена Кинга Stand By Me (1961). Сингл занимал первую строчку хит-парада Billboard Hot 100 в течение трех недель, а также поднялся в верхние строчки чарта UK Singles Chart. Другая композиция Кингстона Me Love, в которой использовались фрагменты песни D’yer Mak’er группы Led Zeppelin, держалась шесть недель в чарте Canadian Hot 100.
29 мая 2011 года Шон Кингстон был вовлечён в аварию на водном мотоцикле в Майами. Шон получил серьёзные травмы, когда водный мотоцикл, на котором он находился, врезался в мост. Кингстон в тяжёлом состоянии был доставлен в больницу Майами-Бич. Врачи сообщили, что делают всё возможное, чтобы спасти молодого человека, но также сообщили, что вероятность его смерти крайне высока. 30 мая 2011 года было сообщено, что состояние музыканта стабилизировалось и он пошёл на поправку.
В 2018 году он сотрудничал с Takagi & Ketra и Giusy Ferreri. В июне 2020 года Шон официально подтвердил, что работает над основанием The Professional Rapper Boxing League (Профессиональная лига бокса для рэперов). Он сообщил, что над организацией лиги работают компании Top Rank и Zuffa LLC, которые ранее основали UFC. По неподтвержденной информации, на участие в TPRBL согласились «несколько известных рэперов».

## Дискография

### Альбомы
- Sean Kingston (2007)

- Tomorrow (2009)
- Back 2 Life (2013)

### Сольные синглы
| Год  | Песня                                                              | Позиции в чартах | Позиции в чартах | Позиции в чартах | Позиции в чартах | Позиции в чартах | Позиции в чартах | Позиции в чартах | Позиции в чартах | Позиции в чартах | Позиции в чартах | Позиции в чартах | Позиции в чартах | Позиции в чартах | Альбом        |
| Год  | Песня                                                              | U.S.             | U.S. R&B         | U.S. Pop         | CAN              | UK               | GER              | NL               | ITA              | FRA              | AUS              | SUI              | BR               | UWC              | Альбом        |
| ---- | ------------------------------------------------------------------ | ---------------- | ---------------- | ---------------- | ---------------- | ---------------- | ---------------- | ---------------- | ---------------- | ---------------- | ---------------- | ---------------- | ---------------- | ---------------- | ------------- |
| 2007 | «Beautiful Girls»                                                  | 1                | 12               | 1                | 1                | 1                | 10               | 8                | 7                | 2                | 1                | 11               | 1                | 3                | Sean Kingston |
| 2007 | «Me Love»                                                          | 14               | —                | 9                | 15               | 32               | 48               | —                | —                | —                | 11               | 81               | 3                | 24               | Sean Kingston |
| 2007 | «Take You There»                                                   | 7                | 52               | 5                | 7                | 47               | —                | —                | —                | —                | 34               | —                | 25               | 13               | Sean Kingston |
| 2008 | «There’s Nothin' (Remix)» (featuring The D.E.Y. and Juelz Santana) | 60               | 63               | 33               | —                | —                | —                | —                | —                | —                | —                | —                | 76               | —                | Sean Kingston |

### Совместные синглы
| Год  | Песня                                                          | Позиции в чартах | Позиции в чартах | Позиции в чартах | Позиции в чартах | Позиции в чартах | Позиции в чартах | Позиции в чартах | Позиции в чартах | Позиции в чартах | Позиции в чартах | Позиции в чартах | Позиции в чартах | Позиции в чартах | Позиции в чартах | Альбом                |
| Год  | Песня                                                          | U.S.             | U.S. R&B         | U.S. Pop         | UK               | NZ               | AUS              | GER              | NL               | ITA              | FRA              | CAN              | SUI              | BR               | UWC              | Альбом                |
| ---- | -------------------------------------------------------------- | ---------------- | ---------------- | ---------------- | ---------------- | ---------------- | ---------------- | ---------------- | ---------------- | ---------------- | ---------------- | ---------------- | ---------------- | ---------------- | ---------------- | --------------------- |
| 2007 | «Love Like This» (Natasha Bedingfield featuring Sean Kingston) | 11               | —                | 10               | 20               | 5                | 77               | 33               | —                | —                | —                | 9                | —                | 56               | 18               | Pocketful of Sunshine |
| 2007 | «What Is It» (Baby Bash featuring Sean Kingston)               | 57               | —                | —                | —                | —                | —                | —                | —                | —                | —                | —                | —                | —                | —                | Cyclone               |
| 2008 | «That's Gangsta» (Bun B featuring Sean Kingston)               | 122              | 45               | —                | —                | —                | —                | —                | —                | —                | —                | —                | —                | —                | —                | II Trill              |

### Приглашенный исполнитель
| Год  | Песня                 | Исполнитель(и)                                        | Альбом                       |
| ---- | --------------------- | ----------------------------------------------------- | ---------------------------- |
| 2007 | «Too Young»           | Lil Fizz                                              | Payday                       |
| 2007 | «Shorty Got Back»     | Eric Jay, Francisco                                   |                              |
| 2007 | «Ridin Slow»          | Questions, Kyle Lee                                   | Evil Empire                  |
| 2007 | «Doin' Dat»           | Clyde Carson                                          |                              |
| 2007 | «Like This (Remix)»   | Mims, Sha Dirty, Red Cafe, N.O.R.E.                   |                              |
| 2007 | «Real D-Boy»          | Triple C                                              |                              |
| 2007 | «Welcome to My Hood»  | Ya Boy                                                |                              |
| 2007 | «Dollar Bill (Remix)» | Red Cafe, Jermaine Dupri, Juelz Santana, Busta Rhymes |                              |
| 2007 | «Smile»               | Lil Wayne                                             |                              |
| 2008 | «Roll»                | Flo Rida                                              | Mail on Sunday               |
| 2008 | «OG»                  | Flo Rida                                              | Mail on Sunday               |
| 2008 | «Ghetto Girl»         | Mann                                                  |                              |
| 2008 | «I’m a Rider»         | Hunt                                                  |                              |
| 2008 | «On the Corner»       | Gorilla Zoe                                           |                              |
| 2008 | «Let’s Do It Again»   | Fabolous & Ashley Tisdale                             | Working Hard, Playing Harder |
| 2008 | «She Makes Me Feel»   | MJ & Mambo Kingz                                      | Mi Sentimiento               |
| 2008 | «She Said Stop»       | Young Twinn                                           |                              |
| 2008 | «In Da Club»          | Clyde Carson & The Game                               |                              |
| 2008 | «Still In Love»       | Girlicious                                            | Girlicious                   |
| 2010 | «Eenie Meenie»        | Justin Bieber                                         | My World 2.0                 |

## Награды/номинации
- Image Awards

2008, Выдающийся новый исполнитель (Номинирован)
- MOBO Awards

2007: Лучшее регги выступление
- Teen Choice Awards

2007: Избранная R’n’B композиция «Beautiful Girls»
2007: Избранная композиция лета «Beautiful Girls» (номинирован)